# Henry Crouan
Pour les autres membres de la famille, voir Famille Crouan.
Henry-Marie-Léon Crouan est un ingénieur, inventeur et entrepreneur français né le 3 octobre 1852 à Brest.

## Biographie
Henry Crouan est le fils d'Henry Thomas Crouan (1809-1900) et de Mathilde Prevel. Il suit ses études de droit à Paris, étant destiné au notariat, mais, s'intéressant aux sciences, devient par la suite élève à l'École centrale dont il sort diplômé en 1875.
Ingénieur civil, chef de section aux chemins de fer de l'État, il rentre dans la maison Edoux, qu'il quitte au bout de quelques années pour fonder sa propre entreprise en 1877. Il développe un système d'ascenseur hydraulique à piston plongeur.
Sous-lieutenant au 16e bataillon territorial du génie, il est promu lieutenant en 1884.
Également inventeur notamment d'un gazomoteur et d'un moteur à gaz chaud (calorimoteur), il concourt à l'Exposition universelle de Paris de 1889 et fonde à Clichy-sur-Seine la société en commandite simple « H. Crouan & Cie », dénommée Société française du Gazomoteur, ainsi que la Société des moteurs et automobiles Crouan.
Il est membre fondateur de l'Automobile Club de France.

## Sources
- « M. Crouan, inventeur de l’ascenseur qui porte son nom », Le Panthéon de l'industrie, 1884.